# کانن دیجیتال ایکسوس ۴۰۰
کانن دیجیتال ایکسوس ۴۰۰ (به انگلیسی: Canon Digital IXUS 400) یک دوربین عکاسی ساخت شرکت کانن است.